# كين كوبر (لاعب كرة قدم أمريكية)
كين كوبر (بالإنجليزية: Ken Cooper)‏ هو لاعب كرة قدم أمريكية أمريكي، ولد في 26 فبراير 1923 في روجرفيل في الولايات المتحدة، وتوفي في 2 نوفمبر 1997 في مقاطعة بيكسار في الولايات المتحدة.

## وصلات خارجية
- كين كوبر على موقع مرجع كرة القدم المحترفة.كوم (الإنجليزية)